# Natalia Walter
Natalia Małgorzata Walter – polska pedagog, dr hab. nauk społecznych, profesor uczelni i kierownik Zakładu Edukacji Medialnej Wydziału Studiów Edukacyjnych Uniwersytetu im. Adama Mickiewicza w Poznaniu.

## Życiorys
27 czerwca 2006 obroniła pracę doktorską Multimedia i internetowe wspomaganie funkcjonowania niewidomych dorosłych, 13 czerwca 2017 habilitowała się na podstawie pracy zatytułowanej Internetowe wsparcie społeczne. Studium socjopedagogiczne. Została zatrudniona na stanowisku adiunkta w Zakładzie Technologii Kształcenia na Wydziale Studiów Edukacyjnych Uniwersytetu im. Adama Mickiewicza.
Awansowała na stanowisko profesora uczelni i kierownika w Zakładzie Edukacji Medialnej na Wydziale Studiów Edukacyjnych Uniwersytetu im. Adama Mickiewicza w Poznaniu.
Jest członkiem Rady Dyscypliny Naukowej - Pedagogiki Uniwersytetu im. Adama Mickiewicza w Poznaniu i Komitetu Nauk Pedagogicznych, Sekcji Kultury Popularnej PAN.